# Liste des principales familles de la Renaissance
 (décembre 2024).
Cette page a pour vocation de recenser les principales familles ayant subsistées pendant la Renaissance (1453 - 1589).
La date de fondation est la plus ancienne mention du premier ancêtre agnatique connu de la famille. Il est fréquent que ce premier ancêtre ne portait pas encore les armes ou le nom de la dynastie dont il est à l'origine. La date de dissolution correspond au décès du dernier descendant agnatique du fondateur de la famille. L'héritier désigne, dans le cas où la famille est éteinte par les mâles, une autre famille qui a hérité par un mariage avec l'un des derniers membres de cette familles du nom ou de fiefs majeurs ayant appartenu à cette famille.

## Liste
| Blason | Dynastie            | Fondation | Fondation            | Dernier Chef | Dernier Chef          | Héritier            | Titres                                          |
| ------ | ------------------- | --------- | -------------------- | ------------ | --------------------- | ------------------- | ----------------------------------------------- |
|        | Capétiens           | 630       | Robert               |              | Louis                 |                     | Roi de France, Empereur de Constantinople ...   |
|        | Maison d'Ivrée      | 790       | Amédée               | 1555         | Jeanne la Folle,      | Maison de Habsburg  | Duc de Bourgogne, Roi d'Italie, Roi de Castille |
|        | Maison de Wettin    | 798       | Onfroy               |              | Michel-Benoit de Saxe |                     | Comte palatin de Saxe, margrave de Misnie ...   |
|        | Riourikides         | 862       | Riourik              |              |                       |                     | Tsar de Russie                                  |
|        | Luitpoldinger       | 893       | Léopold              |              | François de Bavière   |                     | Duc de Bavière                                  |
|        | Este                | 940       | Oberto               | 1875         | François de Modène    | Maison de Lorraine  | Duc de Ferrare, Duc de Modène                   |
|        | Maison d'Ascanie    | 970       | Adalbert             |              | Edouard               |                     | Duc de Saxe                                     |
|        | Maison de Habsbourg | 973       | Gontran              | 1780         | Marie-Thérèse         | Maison de Lorraine  | Empereur du Saint-Empire                        |
|        | Maison de Savoie    | 1032      | Humbert              |              | Emmanuel-Philibert    |                     | Duc de Savoie                                   |
|        | Maison d'Oldenbourg | 1040      | Egilmar Ier          |              | Friedrich Ferdinand   |                     | Roi de Danemark                                 |
|        | Maison de Lorraine  | 1048      | Gérard Ier           |              | Charles               |                     | Empereur du Saint-Empire                        |
|        | Maison d'Albret     | 1050      | Amanieu              | 1692         | Marie-Françoise       | Capétiens           | Roi de Navarre                                  |
|        | Maison Stuart       | 1090      | Alain Flaad (en)     | 1714         | Anne                  | Maison d'Oldenbourg | Roi d'Ecosse, Roi d'Angleterre                  |
|        | Famille de Médicis  | 1201      | Chiarissimo          | 1743         | Anne-Marie            | Maison de Lorraine  | Grand duc de Toscane                            |
|        | Maison Tudor        | 1246      | Goronwy (en)         | 1603         | Élisabeth Ire         | Maison Stuart       | Roi d'Angleterre                                |
|        | Maison de Gonzague  | 1209      | Guidone Corradi (it) |              |                       |                     | Prince de Mantoue, Duc de Nevers                |